# Корольков, Юрий Васильевич
Юрий Васильевич Корольков (30 октября 1948, Октябрьский, Башкирская АССР) — советский и российский государственный деятель, глава администрации города Октябрьского с 1992 по 2003 года, Депутат Государственного Собрания — Курултая Республики Башкортостан, член Президентского Совета Республики Башкортостан, заместитель председателя Совета городского округа город Октябрьский, Председатель общественного объединения «Октябрьская городская организация Башкирской республиканской общественной организации ветеранов (пенсионеров) войны, труда, Вооруженных Сил и правоохранительных органов».

## Биография
Родился 30 октября 1948 года в г. Октябрьском.

### Образование
Окончил Куйбышевский инженерно-строительный институт, Свердловскую ВПШ в 1980 году.

### Работа
- 1966-1968 - электрослесарь НПУ «Аксаковнефть»
- 1968-1972 - мастер, инженер СМУ-2 НПУ «Аксаковнефть»
- 1972-1975 - ст.инженер, зам.начальника ПСБ НГДУ«Аксаковнефть»
- 1975-1978 - зам.председателя исполкома Белебеевского городского Совета депутатов трудящихся
- 1978-1980 - учеба в Свердловской ВПШ
- 1980-1983 - инженер по строительству финхозотдела Баш.Обкома КПСС
- 1983-1989 - председатель исполкома Туймазинского горсовета депутатов
- 1989-1990 - первый секретарь Октябрьского ГК КПСС
- 1990-1992 - председатель Октябрьского горсовета депутатов -председатель исполкома горсовета
- 1992-2003 - глава администрации города Октябрьского РБ
- 2003 -2008 - директор, Октябрьские распределительные электрические сети «БашРЭС - Нефтекамск»
- С 2008 – по н.вр - председатель, Октябрьский городской совет ветеранов (пенсионеров) войны и труда, Вооружённых сил

### Звания, награды
Почетная грамота Республики Башкортостан,
Почетное звание «Заслуженный строитель Республики Башкортостан»,
Звание «Почетный нефтяник России»,
Звание «Почётный гражданин города Октябрьский»

## Награды и звания
- Почётная Грамота Республики Башкортостан, 1998 г.
- Медаль 10 лет МЧС Российской Федерации, 2000 г.
- Заслуженный строитель Республики Башкортостан, 1993 г.
- Почётный нефтяник России, 1994 г.
- Отличник образования Республики Башкортостан, 1998 г.
- Отличник здравоохранения Республики Башкортостан, 1999 г.
- Лучший работник физкультуры и спорта Республики Башкортостан, 1999 г.

### Увлечения
Волейбол, бокс, рыбная ловля, чтение исторической и археологической литературы.